# Кобальтниобий
Кобальтниобий — бинарное неорганическое соединение
ниобия и кобальта
с формулой NbCo,
кристаллы.

## Получение
- Спекание стехиометрических количеств чистых веществ:

{\displaystyle {\mathsf {Nb+Co\ {\xrightarrow {1480^{o}C}}\ NbCo}}}

## Физические свойства
Кобальтниобий образует кристаллы
тригональной сингонии,
пространственная группа R 3m,
параметры ячейки a = 0,4928 нм, c = 2,63 нм,
структура типа гептажелезогексавольфрама W6Fe7
.
Соединение конгруэнтно плавится при 1480°С,
имеет большую область гомогенности 44÷51 ат. % кобальта
.
Учитывая тип структуры соединению приписывают формулу Nb6Co7
.